# サバー・ゴムFC
サバー・ゴムFC (英語: Saba Qom Football Club、ペルシア語: باشگاه فوتبال صبای قم) は、イラン・ゴム州の州都ゴムを本拠地としていたサッカークラブである。「サバーイェ・ゴム」と表記されることもある。（-yeは接尾辞。）
以前はスポンサーの名前をとってサバー・バッテリーという名称だったが、2007年に本拠地をテヘランからゴムへと移転、名称をサバー・ゴムFCと改めた。

## 歴史

### 設立
1974年、Mohemat Saziと呼ばれるサッカークラブがテヘランに設立された。このクラブは何かしらの成功をつかむこともなく、イランサッカーリーグの下部リーグを行き来するクラブだった。1980年代になってテヘランのトップリーグにまで昇格し、1990年代前半にはクラブには「Maham」というスポンサーが付くようになった。より上位のリーグへと昇格すると、電気機器会社の「Sanam」がスポンサーに付くようになった。

### 昇格
2002年、クラブのメインスポンサーはイラン国防省傘下の「サバー・バッテリー (ニル)」へと移った。
これによりクラブ財政の状況が大幅に改善され、クラブは有能な選手を加入させることができるようになり、2年で1部であるイラン・プロリーグにまで上り詰めた。

### イラン・プロリーグ
2005-06シーズンにクラブは1部にデビューした。サバーはハズフィー・カップ2005で優勝しておりAFCチャンピオンズリーグへの出場権を確保していたが、グループリーグで敗退した。2008年、サバーは首都テヘランには多くのサッカークラブがあり入場者を多く確保できないとの理由からホームタウンをゴムへと移転した。
2011-2012シーズン、イランサッカーリーグで4位に入り、AFCチャンピオンズリーグ2013の出場権を獲得した。

## 獲得タイトル
- アーザーデガーン・リーグ
  - 2003-04
- ハズフィー・カップ
  - 2005
- イラン・スーパーカップ
  - 2005

## クラブ代表
- Abbas Moradi (2002)
- Mojtaba Tabatabaei (2002–03)
- Ahmad Shahryari (2003–08)
- Ebrahim Torki (2008)
- Karimi Malahi (2008–09)
- Mojtaba Ramezan Beygi (2009-2012)

## 歴代監督
| - パルウィーズ・マズルーミー (2002–04) - ミラン・ズィヴァディノヴィッチ (2004–05) - マジード・ジャラーリー (2005) - モハンマド・ホセイン・ズィヤーイー (2005–06) - ファルハード・カーゼミー (2006) - モハンマド・ホセイン・ジアーイー (2006–08) - ヤフヤ・ゴルモハマディー (2008) | - フィールーズ・キャリーミー (2008–09) - モハンマド・ホセイン・ズィヤーイー (2009) - ラスール・コルベカンディー (2009–10) - マフムード・ヤーヴァリー (2010) - アブドッラー・ヴェイーシー (2010–12) - ヤフヤ・ゴルモハマディー (2012) - アブドルサマド・マルファーヴィー (2012–2014) |

## 歴代所属選手
| - アルミル・トーリャ - モルテズィー・アサディー - ハーディー・アスガーリー - ソフラーブ・バフティヤーリザーデ - モフセン・バヤーティーニヤー - アリ・ダエイ - フェリードゥーン・ファズリー - ヤフヤ・ゴルモハマディー - ダーヴード・ハギー - アブーアルファズル・ハージーザーデ - サタール・ハメダーニー | - サイード・カーニー - アデル・コラーフカジ - モハンマド・ナヴァーズィー - アリーレザー・ヴァーヘディー・ニークバフト - モハンマド・ヌーリー - ゴラムレザ・レザイー（ゴラームレザー・レザーイー） - ハーディー・タバータバーイー - ジャヴァード・ザリーンチェー |